# Žarko Olarević
Žarko Olarević est un joueur de football serbe né le 28 juillet 1950 à Belgrade.
Attaquant, il mesure 1,82 m et pèse 86 kg.

## Carrière

### Joueur
- 1968-1969 :  Partizan Belgrade
- 1969-1971 :  FK Proleter Zrenjanin
- 1971-1972 :  Partizan Belgrade
- 1972-1976 :  FK Radnički Kragujevac
- 1976-1977 :  Royal Antwerp FC
- 1977-1981 :  Lille OSC
- 1981-1983 :  Le Havre AC
- 1983-1984 :  Olympique de Marseille

### Entraîneur
- juillet 85 - avril 86 :  Olympique de Marseille
- sélection olympique yougoslave
- 2000 :  Slavia Sofia
- sept 2001 - oct 2002 :  Slavia Sofia
- 29 juillet 2003 - 22 décembre 2003 :  Zagłębie Lubin

## Palmarès de joueur
- Champion de France de Division 2 en 1978 avec Lille OSC

## Source
- Marc Barreaud, Dictionnaire des footballeurs étrangers du championnat professionnel français (1932-1997), L'Harmattan, 1997